# Прокопчук, Олег Григорьевич
Олег Григорьевич Прокопчук (6 апреля 1944, Украина, с. Васькивцы, Изяславский р-н, Хмельницкой области)— украинский скульптор, художник, член союза художников Украины.

## Биография
Окончил Выжницкое училище прикладного искусства. В 1972 году защитил диплом Московского высшего художественно-промышленного училища (бывшее Строгановское) по специальности «Архитектурно-декоративная пластика». Преподаватели: Бурчанов А. Н., Шульц Г. А., Рабинович С. Л..
Член национального союза художников Украины с 1977 года. Его художественное наследие составляют десятки произведений памятников, бюсты выдающихся личностей, мемориальные доски и прочее.  Основные произведения: памятник трижды герою Советского Союза Кожедубу И. М., памятный знак жертвам голода 1932—1933 годов, скульптурная композиция «Малыши-сладкоежки» — г. Сумы, памятник воинам-афганцам — г. Ахтырка.
Работает в области монументальной и станковой скульптуры, модельерной пластики, акварели, масляной живописи.

Создал ряд скульптурных портретов наших современников. Стремится к воссозданию психологически сложных, интеллектуально богатых образов, выдающихся людей Сумщины. В частности поэта-баснописца Скакуна В. П., поэта-лирика Грызуна А. П., поэта Данька Н. М., художника Шаповал И. Л., графика Ранера В. Я., олимпийского чемпиона Шапоренко А. Н., писателя Царика Ю. Н., и многих других.
Выполнил мемориальные доски Давида Бурлюка на здании Александровской гимназии г. Сумы (2007 г.), Александра Олеся, мемориальная доска выдающемуся юристу Сташису на здании Украинской академии банковского дела (2001 г.), Павла Ключины. Выполнил для интерьера училища искусств и культуры имени Д. С. Бортнянского как дар бюст-портрет Д. Бортнянского.

Особой творческой фантазией раскрыл себя как художник в акварели. Философский подход идейно-образного решения темы присущие многим сюжетным композициям.

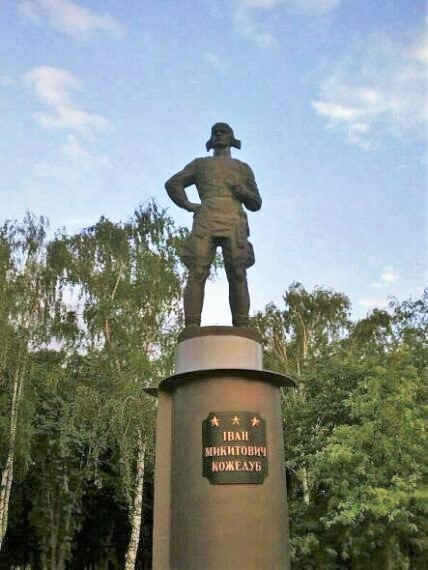
Памятник советскому летчику-истребителю, трижды Герою Советского Союза — Ивану Никитичу Кожедубу (1920—1991). Скульптура установлена к празднованию 350-летия города в 2004 году у входа в центральный городской парк отдыха, которому присвоено имя легендарного летчика. Входит в реестр памятников монументального искусства национального значения. Автор — Прокопчук О. Г.

 «Похищение Европы», «Введение Богородицы в храм», «Джерело», «Яблочный август», «Задремавший ангел» и многие другие.

Постоянно художник принимает участие во Всеукраинских и Международных выставках. Имеет ряд персональных выставок.
Получил диплом финалиста международной выставки конкурса «Прохоровское поле» — Россия, диплом конкурса им. Николая Макаренко — Киев, награждённый многими грамотами облгосадминистрации, почетной грамотой министра культуры Украины, выдвинут на звание «Заслуженный художник Украины».
После окончания учебного заведения работает художником — скульптором в Сумских художественно — производственных мастерских Художественного фонда Украины. С 1971 года активно включился в творческую деятельность, является постоянным участником областных, всеукраинских и зарубежных выставок.
В 1977 году был принят в Национальный союз художников Украины. За творческий период создал ряд памятников, бюстов, мемориальных досок выдающимся деятелям области и страны. В частности: памятник погибшим воинам в с. Могрица (1974 г.), памятник погибшим воинам в с. Шевченково, Конотопского района (1976 г.), бюст героя-разведчика К. С. Гнидаш в с. Сологубовка, Роменского района (1978 г.), герою Советского Союза Ройченко в г. Сумы (1979 г.), памятник трижды герою Советского Союза Кожедубу И. Н. в г. Сумы (2005 г.). Победил в конкурсе на создание памятника Голодомору 1932—1933 г.г. в г. Сумы, памятник создан и установлен в ноябре 2008 года.

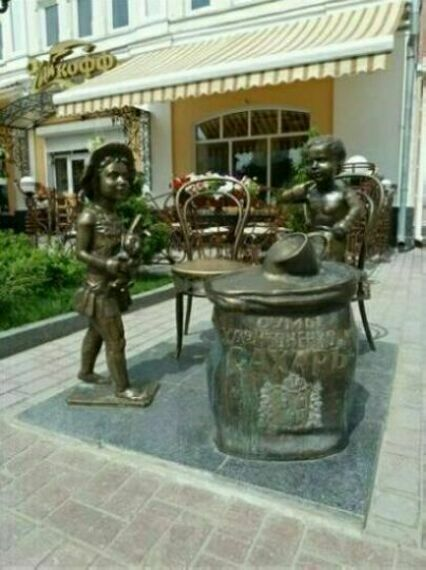
Скульптура «Малыши-сладкоежки» на ул. Воскресенской установлена к 355-летию города в Сумы. Это дань памяти сахарной промышленности семьи Харитоненко, благодаря которой город достиг процветания в XIX веке. Бронзовый мальчик на стуле поедает из мешка сахар, а девочка стоит рядом. Присоединиться к ним может любой прохожий, присев на свободный стул. Скульптор О. Прокопчук.

Создал целый ряд скульптурных портретов наших современников, его работы находятся в художественных музеях г. Сумы, г. Лебедин, г. Тростянец, в частных собраниях коллекционеров Украины, России, Беларуси, Польши и др.
Сейчас работает преподавателем Сумского государственного педагогического университета им. А. С. Макаренко. Ведёт активную педагогическую работу — подготовил часть учеников и студентов для дальнейшего обучения в академиях искусств гг. Харькова, Львова, Киева. Провёл пять персональных выставок в г. Сумы, в г. Киеве.

За многолетнюю творческую деятельность Олег Прокопчук награждён медалью И. Е. Репина, медалью «60 лет освобождения г. Сумы от фашистских захватчиков», 

Памятник жертвам голодомора в г. Сумы. На стеле мемориала из металлических букв набрана надпись: «Невимовний біль, тугу приносимо на вічну пам’ять і спокій жертвам Голодомору 1932—1933 років». Скульптор О. Прокопчук.

 почётной грамотой Управления культуры и туризма Сумской Облгосадминистрации, почётной грамотой городского головы Сум за создание памятника И. Кожедубу, почётной грамотой председателя Сумской областной государственной администрации.
Его имя занесено в книгу «Сумщина в именах».

## Персональные выставки
- г. Харьков, 1981 г.
- г. Сумы, 1994 г.
- г. Сумы, 1999 г.
- г. Сумы, 2007 г.
- Киев , 1982 г.

## Участие в художественных выставках
- Всесоюзная выставка малых форм, г. Москва , 1972 г.
- Всероссийская выставка медальерного искусства, г. Ленинград , 1973 г.
- Республиканская выставка молодых художников, г. Киев , 1973 г.
- Всеукраинская выставка портрета, г. Чугуев , 1974 г.
- Вторая всесоюзная выставка медальерного искусства, г. Москва , 1975 г.
- Художественная выставка в Болгарии, г. Враца , 1980 г.
- Республиканская выставка «Всегда готов», г.
- Всесоюзная выставка «Всегда готов», г. Москва , 1982 г.
- Выставка сумских художников, г. Киев , 1994 г.
- Всеукраинская выставка ко дню художника, г. Киев, 2009 г.

## Скульптура

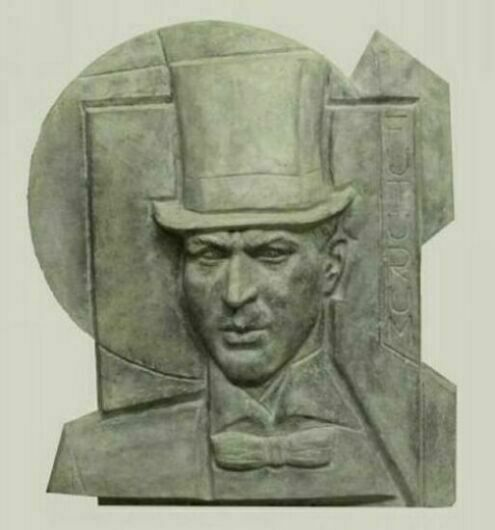
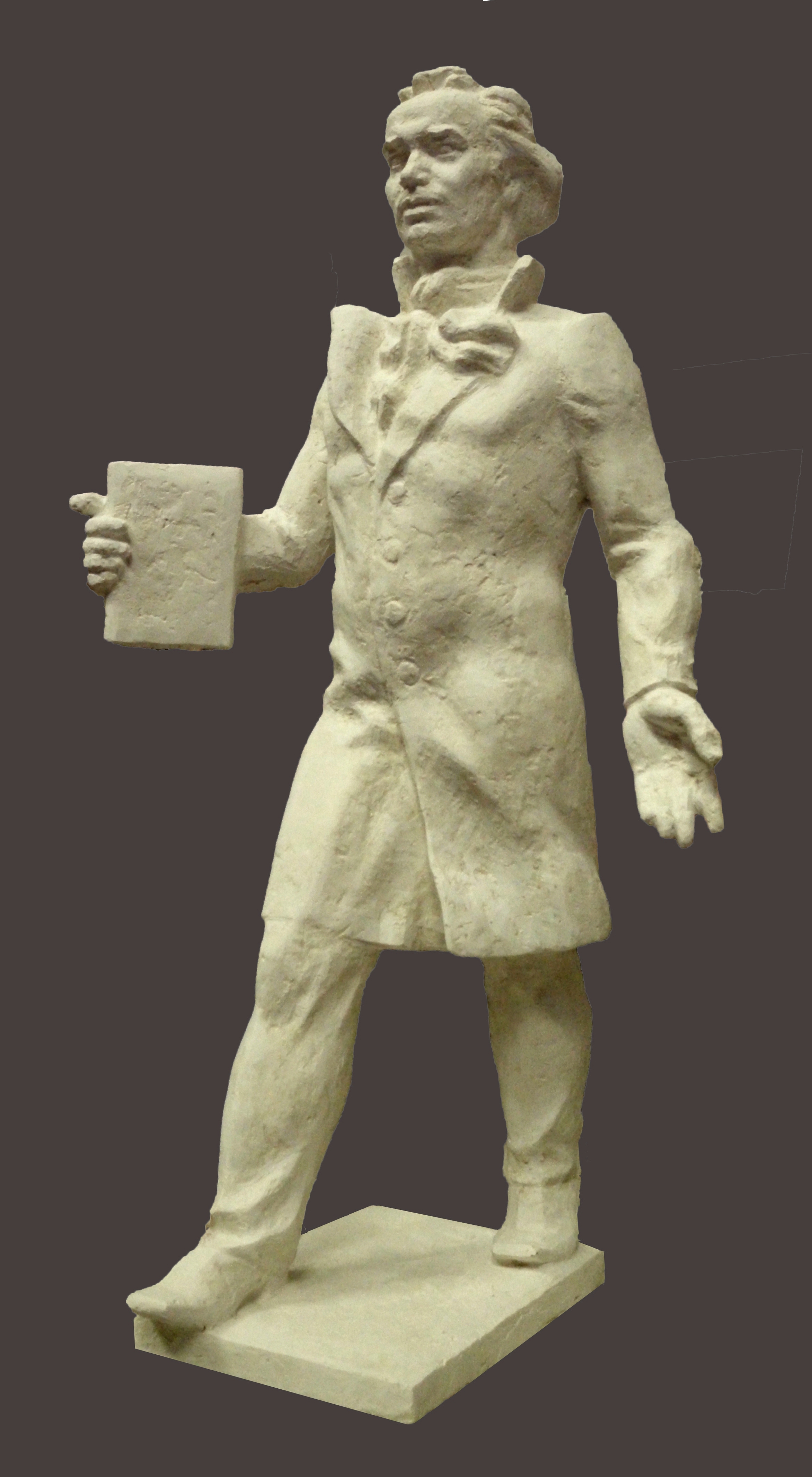
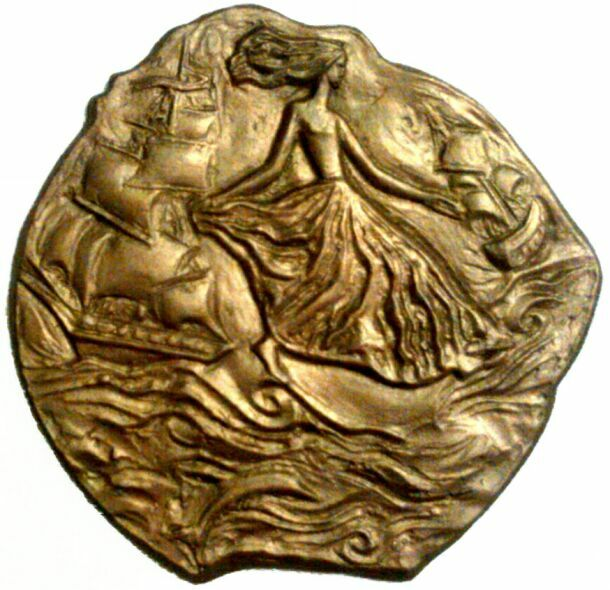
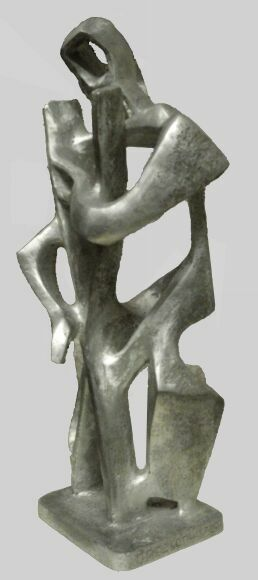